# Kerri Green
Kerri Lee Green (Fort Lee, 14 de enero de 1967) es una actriz, escritora y directora estadounidense.

## Vida y carrera
Green nació en Fort Lee, New Jersey. Creció en Woodcliff Lake, New Jersey y asistió a Pascack Hills High School en Montvale, New Jersey.
Protagonizó varias películas en el papel de joven adolescente, incluyendo Summer Rental (1985), la cual protagonizó John Candy. Su gran oportunidad llegó con la película de 1985 The Goonies, en la que hizo el papel de la animadora-aventurera Andrea Andy Carmichael. Obtuvo la aclamación de la crítica por su papel en Lucas (1986). Sin embargo, en su siguiente película, Tres en la carretera (1987), la cual presentó a Charlie Sheen y Alan Ruck, no le fue tan bien. Actuó en una película independiente llamada Blue Flame y apareció en dos episodios de la serie de televisión Loco por ti en el papel de la secretaria de Paul. Luego de retirarse de la actuación, se fue a estudiar arte en la Vassar College, donde fue compañera del hermano de Marisa Tomei, Adam, y del desarrollador de Bioshock Ken Levine.
Green, finalmente, cofundó una compañía de producción de películas, Independent Women Artists, con Bonnie Dickenson. Con Dickenson, coescribió y dirigió la adaptación cinematográfica sobre embarazo adolescente llamada Bellyfruit (1999).

## Filmografía
| Año  | Título               | Papel                   |
| ---- | -------------------- | ----------------------- |
| 1985 | Los Goonies          | Andy Carmichael         |
| 1985 | Summer Rental        | Jennifer Chester        |
| 1986 | Lucas                | Maggie                  |
| 1987 | Tres en la carretera | Robin Kitteredge        |
| 1993 | Llama azul           | Lluvia                  |
| 1999 | Bellyfruit           | Coescritora y directora |
| 2010 | Complacent           | Beth Wilkensen          |

| Año  | Título                                           | Función        | Notas                                                    |
| ---- | ------------------------------------------------ | -------------- | -------------------------------------------------------- |
| 1987 | El mundo maravilloso de Walt Disney de color     | Calpernia      | Episodio: «Young Harry Houdini»                          |
| 1989 | ABC Afterschool Especial                         | Madeline Verde | Episodio: «Asuntos privados»                             |
| 1990 | En el calor de la noche                          | Karen Sevrance | Episodio: «Triángulo"                                    |
| 1992 | Loco por ti                                      | Stacey         | Episodios: «Fuera del pasado» y «Estoy tan feliz por ti» |
| 1994 | Café americano                                   | Kelly          | Episodio: «Todo sobre Kelly»                             |
| 1994 | Reportera del crimen                             | Sara           | Episodio: «Murder of the Month Club»                     |
| 2000 | ER                                               | Lynn Parker    | Episodio: «Match Made in Heaven»                         |
| 2001 | La ley y el orden: Unidad de víctimas especiales | Michelle       | Episodio: «Robado»                                       |